# Jiken
Jiken (事件 Jiken) là một bộ phim Nhật Bản 1978 của đạo diễn Nomura Yoshitaro. Trong nhiều giải, phim nhận được Giải Viện Hàn lâm Nhật Bản cho Phim xuất sắc nhất (Best Film) 

## Phân vai
- Matsuzaka Keiko: Sakai Hatsuko
- Otake Shinobu: Sakai Yoshiko
- Nagashima Toshiyuki: Ueda Hiroshi
- Watase Tsunehiko: Hanai Takeshi